# Гі I Сполетський
Гі I, (†860), герцог Сполетський з 842, син герцога Ламберта.
Одружився з дочкою герцога Беневентського Сіко, яку звали Ітта. У 843 втрутився у громадянську війну в Беневенто на боці свого швагра Сіконульфа. У 846 досягнув успіху у вигнанні сарацинів з Лаціума.